# Pettus (Texas)
Pettus è un census-designated place degli Stati Uniti d'America, situato nella contea di Bee dello Stato del Texas. Secondo il censimento effettuato nel 2010 abitavano nel CDP abitavano 558 persone.

## Geografia fisica
Pettus è situato a 28°37′07″N 97°48′10″W (28.618609, -97.802781), 14 miglia (26 km) a nord di Beeville e dista 14 miglia (23 km) da Kenedy, nella parte settentrionale della contea. È inoltre attraversato dalla U.S. Highway 181 e dalla Farm Road 623.
Secondo lo United States Census Bureau, ha un'area totale di 5,8 miglia quadrate (15 km²).

## Società

### Evoluzione demografica
Secondo il censimento del 2000, c'erano 608 persone, 223 nuclei familiari, e 169 famiglie residenti nella città. La densità di popolazione era di 104,8 persone per miglio quadrato (40,5/km²). C'erano 257 unità abitative a una densità media di 44,3 per miglio quadrato (17,1/km²). La composizione etnica della città era formata dal 71,88% di bianchi, lo 0,49% di nativi americani, il 24,67% di altre razze, e il 2,96% di due o più etnie. Ispanici o latinos di qualunque razza erano il 54,11% della popolazione.
C'erano 223 nuclei familiari di cui il 35,9% aveva figli di età inferiore ai 18 anni, il 56,5% erano coppie sposate conviventi, il 14,8% aveva un capofamiglia femmina senza marito, e il 24,2% erano non-famiglie. Il 22,0% di tutti i nuclei familiari erano individuali e il 10,8% aveva componenti con un'età di 65 anni o più che vivevano da soli. Il numero di componenti medio di un nucleo familiare era di 2,73 e quello di una famiglia era di 3,17.
La popolazione era composta dal 29,3% di persone sotto i 18 anni, il 7,4% di persone dai 18 ai 24 anni, il 22,0% di persone dai 25 ai 44 anni, il 26,8% di persone dai 45 ai 64 anni, e il 14,5% di persone di 65 anni o più. L'età media era di 37 anni. Per ogni 100 femmine c'erano 99,3 maschi. Per ogni 100 femmine dai 18 anni in giù, c'erano 90,3 maschi.
Il reddito medio di un nucleo familiare era di 28.500 dollari, e quello di una famiglia era di 35.469 dollari. I maschi avevano un reddito medio pro capite di 23.750 dollari contro i 19.464 dollari delle femmine. Il reddito medio pro capite era di 12.486 dollari. Circa l'11,8% delle famiglie e il 16,0% della popolazione erano sotto la soglia di povertà, incluso il 21,2% di persone sotto i 18 anni e l'8,2% di persone di 65 anni o più.

## Istruzione
L'istruzione pubblica a Pettus è assicurata dal Pettus Independent School District che include la Pettus Secondary School, che ospita le Aquile.